# Дилариды
Дилариды:30 (лат. Dilaridae) — семейство насекомых из отряда сетчатокрылых, единственное в надсемействе Dilaroidea. В отличие от большинства сетчатокрылых, самцы Dilaridae имеют гребенчатые антенны, а самки — яйцеклад, который используется для откладывания яиц в трещины древесины. Известно, что личинки некоторых видов живут в почве, однако в целом биология семейства плохо изучена. Древнейшие находки диларид отмечены из мелового бирманского янтаря.

## Классификация
В семействе выделяют 3 подсемейства, 6 родов и 99 видов:
- Подсемейство Berothellinae
  - Berothella
- Подсемейство Dilarinae
  - † Cascadilar
  - † Cretodilar
  - Dilar
- Подсемейство Nallachiinae
  - Nallachius
  - Neonallachius